# Glenognatha gaujoni
Glenognatha gaujoni là một loài nhện trong họ Tetragnathidae.
Loài này thuộc chi Glenognatha. Glenognatha gaujoni được Eugène Simon miêu tả năm 1895.